# Jake Burton
Jake Burton Carpenter (Nueva York, 29 de abril de 1954-Burlington, Vermont, 20 de noviembre de 2019) fue un snowboarder pionero de este deporte, y conocido por ser el fundador de la compañía Burton Snowboards.

## Biografía
Jake nació en Nueva York, pero creció en la localidad neoyorquina de Cedarhurst. Después de graduarse en The Marvelwood School de Connecticut ingresó en la University of Colorado en Boulder, Colorado. Aquí, Jake esperó entrar al equipo de esquí de la universidad, pero una rotura de clavícula en un accidente de coche truncó sus aspiraciones.
Finalmente se graduó en económicas por la Universidad de Nueva York, después de haber estado alejado de los estudios durante una temporada (llegó a trabajar en una granja de caballos). Después de los estudios comenzó a trabajar en una granja en Londonderry, Vermont. Aquí tuvo sus primeros contactos con la elaboración de tablas de snowboard adaptando una Snurfer (primera tabla comercializada) y poniéndolas a la venta. Sin embargo no obtuvieron apenas éxito y decidió probarlas él mismo (ante el estupor de la gente, ya que era un deporte inaudito hasta ese momento) antes que emprender una comercialización más profunda.
Jake pasó tres años en Austria junto a su mujer, viaje que realizó para "estudiar cómo estaban hechos los esquíes. Hasta entonces mis snowboards no eran más que unos monopatines de madera adaptados a la nieve. En Innsbruck me familiaricé con nuevos materiales y con elementos como las cantoneras de acero. Aunque originario de los Estados Unidos, este deporte ha tenido una rápida difusión en Europa gracias al influjo del surf y se hizo aún más popular al crearse los Mundiales."
En 1977, Jake fundó Burton Snowboards y, más de 25 años después, la firma ha sido uno de los grandes referentes mundiales entre los fabricantes de tablas de snowboard y demás accesorios y ropa técnica de este deporte. Haciendo referencia a la rivalidad en sus orígenes entre fanáticos del snowboard y el esquí, Jake se alegraba de comprobar que, con el paso del tiempo, las estaciones acogen por igual a snowboarders y esquiadores. "En la actualidad, cuando se proyecta una nueva pista o un nuevo remonte, también se piensa en el snowboarder, como cuando se añade un portaesquí detrás de los telesillas."
Pese al éxito de su compañía y del deporte que ayudó, sin lugar a dudas, a potenciar en sus difíciles comienzos, Jake no se resistió a continuar innovando. Pensó en "crear un artilugio llamado snowdeck. Algo así como dos tercios de skateboard fijados sobre un mini-snowboard, una especie de 'bandeja' high-tech. Lo genial en el snowdeck, es que no será necesario ir a una estación para practicarlo. Cualquier colina, por pequeña que sea, cualquier aparcamiento o explanada servirá para ponerlo en práctica. Ni siquiera será necesario cambiarse de calzado..."
Jake Burton falleció debido a un cáncer el 20 de noviembre de 2019 en Burlington, Vermont, poco después de anunciar la reaparición de su cáncer a los empleados de Burton, a principios de ese mismo mes.